# Хроматска лествица
Хроматска лествица или скала (фр. échelle chromatique) сачињена је од самих полустепена. Она има 12 тонова у оквиру октаве. Где год у основној лествици два тона чине цео степен, између њих се додаје повишен или снижен (хроматски) тон.